# Above the Limit
Above the Limit er en amerikansk stumfilm fra 1900.